# Apeldoorn
Apeldoorn – miasto w prowincji Geldria (Gelderland), około 40 km na wschód od Amersfoort, w środkowej części Holandii. 
Miasto jest regionalnym centrum. Najstarsze wzmianki o mieście, niegdyś zwanym Appoldro, pochodzą z VIII wieku. Miasto powstało jako osada na skrzyżowaniu dróg z Amersfoort do Deventer i drogi z Arnhem do Zwolle. Mapa z 1740 pokazuje miasto jako Apeldoorn.
Apeldoorn było niegdyś mało znaczącą wioską, do czasu dużych projektów budowlanych XIX wieku i tych po II wojnie światowej.
W mieście znajduje się stacja kolejowa Apeldoorn.
30 kwietnia 2009 roku, w Apeldoorn miała miejsce próba zamachu na członków holenderskiej rodziny królewskiej, w wyniku której zginęło sześć postronnych osób oraz zamachowiec, a kilkanaście innych zostało rannych.
Od 1974 roku rozgrywany jest zimowy maraton w Apeldoorn.
W mieście rozwinął się przemysł papierniczy, maszynowy, włókienniczy, spożywczy oraz farmaceutyczny.

## Miasta partnerskie
- Banda Aceh
- Burlington